# Ufeus coloradica
Ufeus coloradica là một loài bướm đêm trong họ Noctuidae.